# Conor McDermott-Mostowy
Conor McDermott-Mostowy (Washington D.C., 13 januari 1999) is een Amerikaans langebaanschaatser die voornamelijk op de 1000 m en 1500 m uitkomt.

## Carrière
McDermott-Mostowy nam in 2021 op de 1000 m en 1500 m deel aan de wereldkampioenschappen in Heerenveen. Daarbij kwam hij niet verder dan respectievelijk een zeventiende en een-en-twintigste plek. In eigen land behaalde hij bij de Amerikaanse kampioenschappen een overwinning en een derde plaats op de 1000 m en een derde plaats op de 1500 m. Daarnaast won hij het zilver op de gemengde massastart achter de Colombiaan German Tirado.

## Persoonlijke records
| Afstand      | Tijd     | Datum            | Baan           |
| ------------ | -------- | ---------------- | -------------- |
| 500 meter    | 35,39    | 20 oktober 2022  | Salt Lake City |
| 1000 meter   | 1.07,77  | 22 oktober 2022  | Salt Lake City |
| 1500 meter   | 1.44,77  | 22 oktober 2021  | Salt Lake City |
| 3000 meter   | 3.58,02  | 2 maart 2018     | Salt Lake City |
| 5000 meter   | 6.48,89  | 16 november 2019 | Salt Lake City |
| 10.000 meter | 14.28,01 | 29 december 2019 | Salt Lake City |

(laatst bijgewerkt: 28 oktober 2022)

## Resultaten
| Jaar | WK Afstanden                       | WK Junioren                  |
| ---- | ---------------------------------- | ---------------------------- |
| 2017 |                                    | 55e 1500m 28e 5000m          |
| 2018 |                                    | 41e 500m 43e 1500m 24e 5000m |
|      |                                    |                              |
| 2021 | 17e 1000m 21e 1500m                |                              |
|      |                                    |                              |
| 2023 | 12e massastart 6e teamsprint       |                              |
| 2024 | 24e 1000m 20e 1500m 14e massastart |                              |

## Persoonlijk
McDermott-Mostowy is openlijk homoseksueel.